# ایلیجاکوی (کوزان)
ایلیجاکوی (به ترکی استانبولی: Ilıcaköy) یک منطقهٔ مسکونی در ترکیه است که در قوزان (ترکیه) واقع شده‌است.